# Lingură

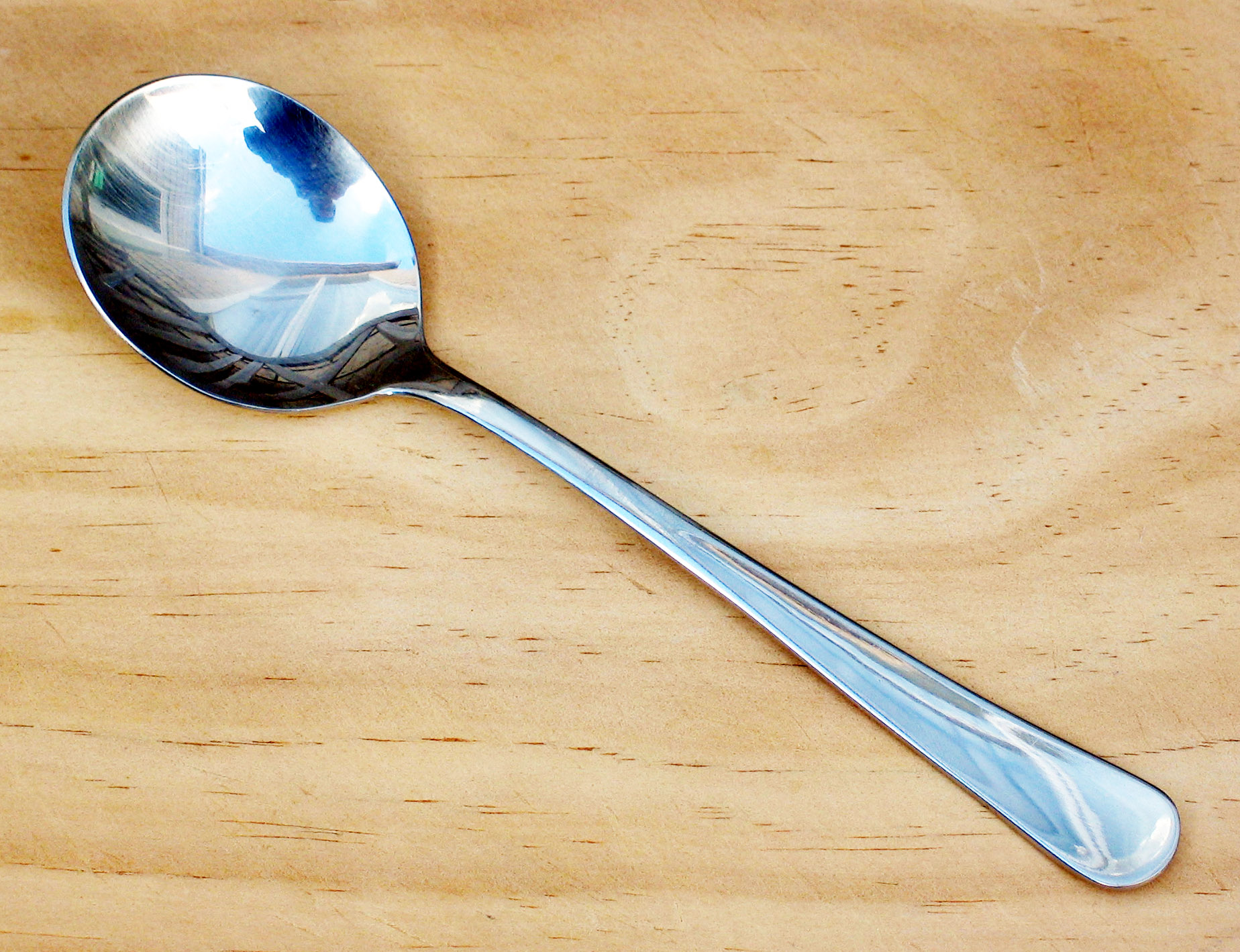
Lingură pentru supă

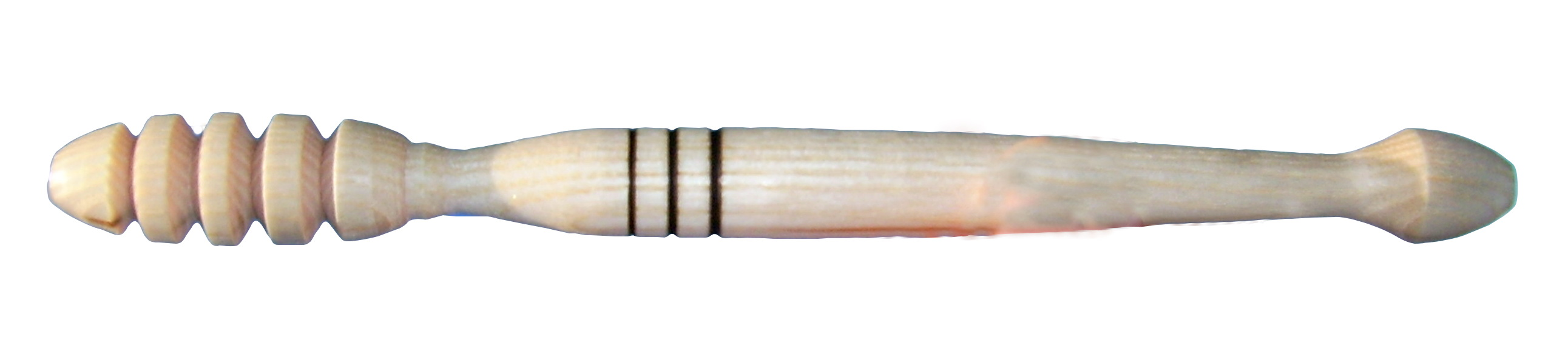
Lingură de miere

Lingura este un tacâm format dintr-o cupă mică și puțin adâncă și un mâner, mai mult sau mai puțin lung, folosit în principal pentru servirea alimentelor sau băuturilor lichide (supă, ceai, etc.) sau semilichide (cereale cu lapte, miere, etc.) dar și pentru măsurarea și amestecarea elementelor (atât alimentare cât și nealimentare). Poate fi făcută din metal (inox, argint, alamă, etc), din lemn sau chiar din plastic.

## Istoric
Cele mai vechi linguri nord-europene par să fi fost făcute din o bucată de lemn. Referințele grecești spun că încă din preistorie au fost folosite pe post de lingură carapacele crustaceelor, cum sunt cele care sunt încă utilizate de către popoarele primitive. Și textele antice indiene fac referire la lingură, spre exemplu în Rigveda se găsește un pasaj care descrie reflexia luminii „atunci când atinge gura lingurii” (RV 8.43.10). În siturile arheologice s-au descoperit linguri de origine egipteană făcute din fildeș, silex, ardezie și lemn. Lingurile romane și grecești erau făcute de obicei din bronz sau argint iar forma mânerului era de spice.
Lingurile medievale pentru folosirea casnică erau făcute din corn de vacă sau din lemn, dar cele din materiale precum alama au apărut abia prin secolul al XV-lea. Descrierile lingurilor de argint din inventarele de la acea vreme se axau pe valoarea și raritatea lor. În inventarul regelui Edward I pentru anul 1300 sunt menționate câteva linguri de aur și argint, marca Fleur-de-Lis.
În primul sfert al secolului 18, bolul lingurii devine mai îngust și eliptic, cu o limbă sau o „coadă de șobolan” în spate, pentru ca lingura să poată fi manipulată de la capătul mânerului. Forma modernă, la care vârful bolului este mai îngust și mai rotunjit iar mânerul mai jos, a intrat în folosință prin anul 1760.

## Întrebuințare

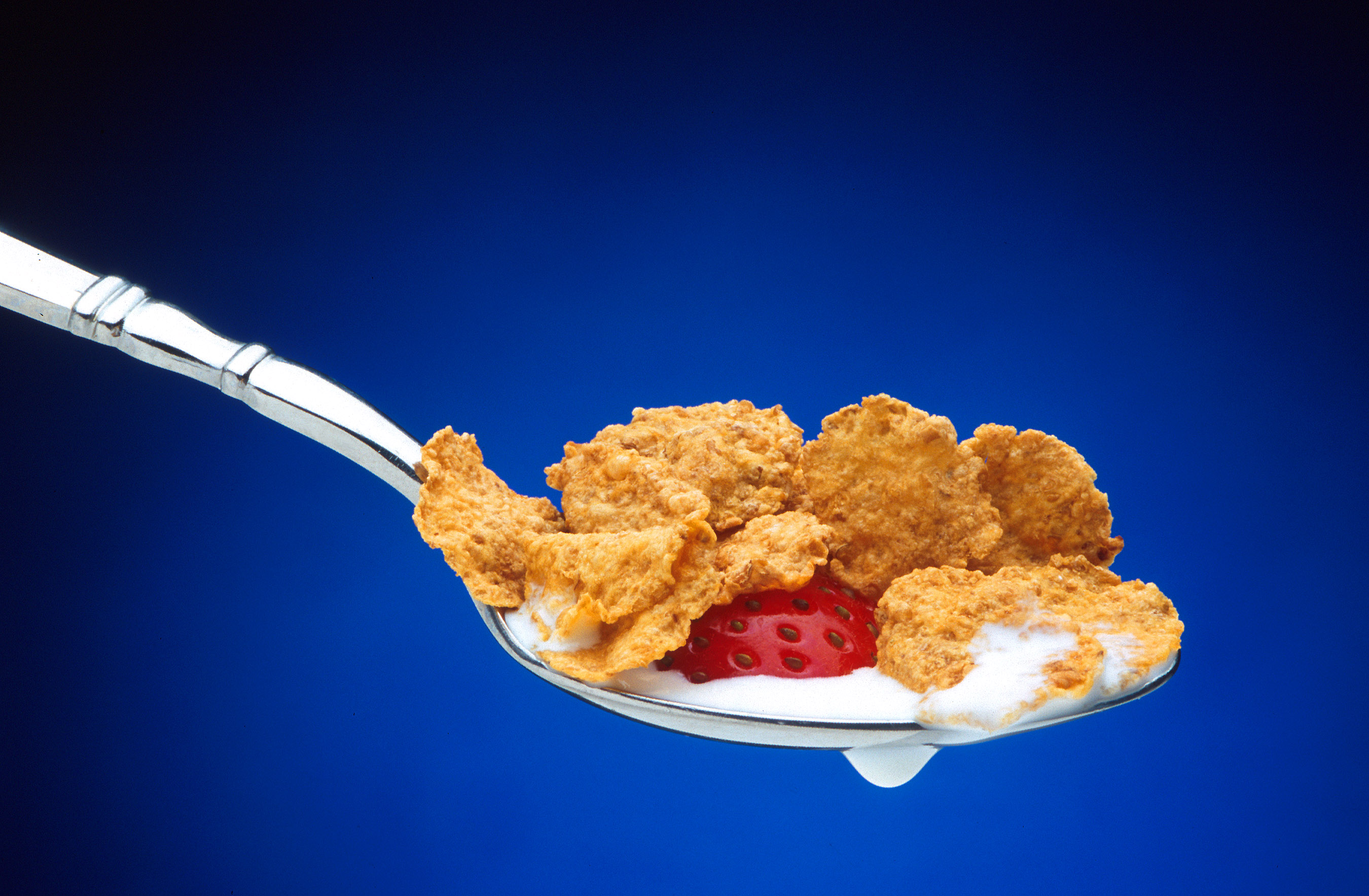
Cerealele de la micul dejun sunt servite adesea cu lingura.

Lingurile sunt folosite în general pentru servirea alimentelor lichide și semilichide, și chiar a unelor alimente solide mai mici și/sau mai sfărâmițate (de exemplu supă, terci, orez sau înghețată). În Asia de sud-est, lingurile sunt principalul tacâm folosit pentru servirea mâncării, pe când furculița este folosită doar pentru împingerea alimentelor în bolul lingurii.
De asemenea lingurile pot fi folosite pentru amestecarea lichidelor pentru formarea amestecurilor omogene. Lingurile suvenir sunt folosite exclusiv pentru scopuri decorative comemorând, un loc, o dată sau un eveniment special. Lingurile pot fi folosite și ca instrument muzical.